# Grantorto
Grantorto (Grantorto in veneto) è un comune italiano di 4 436 abitanti della provincia di Padova in Veneto, percorso dal fiume Brenta in un tratto di particolare interesse ambientale.

## Geografia fisica
Il comune di Grantorto è situato nella pianura veneta nella zona delle risorgive. Posto a nord della provincia di Padova, dista circa 25 km dal capoluogo, bagnato dal fiume Brenta. Facilmente raggiungibile da Padova (SP 94) e da Vicenza (SS53).
Confina a:
- nord con Carmignano di Brenta
- nord-est con Fontaniva
- est con San Giorgio in Bosco
- sud con Piazzola sul Brenta
- ovest con Gazzo
- nord-ovest con San Pietro in Gu

## Origini del nome
Il nome di questo paese viene registrato fin dal lontano 1200 nelle forme latinizzate di Grognotortum, Grugnotortum, Gromtortum o Gruntortum ed attorno al 1400 quella di Grontorto. Questi toponimi derivano tutti dalla parola crumum o grumum che significa "ripiano diluviale". Infatti da una rapida occhiata ad una cartina si può capire il perché di questo nome: Grantorto sorge in un lungo dosso naturale sopraelevato, circondato dalle campagne che nel tempo sono state modellate dalle molteplici alluvioni e dall'azione erosiva del fiume Brenta. A pochi chilometri dal paese troviamo la località di Grantortino (che fino alla metà del 1800 si chiamava Grantorto Vicentino, appartenendo all'epoca al territorio vicentino), che si trova nelle vicinanze di Grumolo delle Abbadesse: da qui possiamo dedurre quanta fortuna ebbe nell'alto medioevo il termine grumum per indicare questa caratteristica orografica che contraddistingue i paesi. Condividono la stessa conformazione geografica e origine del nome alcune località tuttora esistenti del Nord Italia: Grontorto a Cremona, Gromlongo e Grugnotorto nel comune di Novara Milanese e Gromlongo, Grumalto e Gronfaleggio nel Bergamasco.

## Storia
Sono databili all'età Paleoveneta i resti degli edifici, delle urne cinerarie e delle monete romane che sono state rinvenute nella zona tra Piazzola, Presina, Carmignano, San Pietro in Gù e la stessa Grantorto. Di particolare interesse è il cippo gromatico trovato nei dintorni del paese che è stato datato presumibilmente tra il 49 a.C. e il primo secolo d.C. e che lascia presumere che nella zona fossero in corso dei lavori di centuriazione basati sulla via Postumia, la grande strada romana fatta costruire nel 148 a.C. da Postumio Albino.
Attorno al Mille solo Fontaniva (ricordata dal 1064) e Carturo, un villaggio a qualche chilometro più a sud, si presentavano come dei nuclei demici realmente significativi, mentre tutte le altre zone del Brenta e delle risorgive presentavano sporadici insediamenti umani. Nel Medioevo, nello spazio attualmente occupato dal comune di Grantorto, esistevano due piccoli villaggi, uno dei quali ricordato fin dal 1191 con il nome di Canfriolo. La zona nella quale si era stabilita questa comunità viene ancora oggi chiamata così dagli abitanti delle zone limitrofe, anche se tutt'oggi si trovano solo dei piccoli gruppi di case.
Le invasioni barbariche che succedettero al crollo dell'Impero Romano portarono ad un significativo calo della popolazione delle zone della pianura e di conseguenza un progressivo abbandono della manutenzione dei boschi, dei pascoli, delle strade e delle opere di bonifica e arginatura del fiume Brenta. In quel periodo si stabilirono alcune nuove comunità straniere di Longobardi soprattutto in Val di Fara, luogo di particolare rilevanza strategica nel quale lasciarono evidente traccia del loro insediamento.

### Simboli
Lo stemma e il gonfalone sono stati concessi con decreto del presidente della Repubblica del 10 febbraio 1986.
Il territorio comunale fino al 1853 segnava il confine nord-occidentale della provincia di Padova con Vicenza della cui diocesi fa tuttora parte integrante. Per rimarcare questo dualismo venne scelto il campo argento dello stemma della Città del Santo, con lo scudo rosso, crociato d'argento, simbolo della città berica.
Il gonfalone è un drappo partito di rosso e di bianco riccamente ornato di ricami d'argento.

## Monumenti e luoghi d'interesse
- Chiesa dei SS. Biagio e Daniele

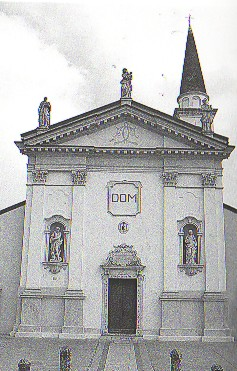
Chiesa SS Biagio e Daniele

Il primo impianto risale al XV secolo, durante i secoli la chiesa ha subito diversi ampliamenti. Il frontale è suddiviso in tre zone distinte da quattro lesene rastremate verso l'alto e poggia su quattro zoccoli marmorei; al centro in basso si apre il portale barocco e ai lati, entro due nicchie, sono presenti le due statue di Santa Maria Maddalena e di San Girolamo della scuola del Marinali (XVII secolo).
- Oratorio di San Carlo Canfriolo

In località Canfriolo, arrivando da via Dante Alighieri, sul margine destro della strada troviamo un capitello dedicato a san Carlo Borromeo: è ciò che rimane del seicentesco oratorio fatto erigere dalla Giovanni Malfatti nel 1635 per volere della sua famiglia e degli abitanti del posto.
- Chiesa di Sant'Antonio

La piccola chiesa dedicata a sant'Antonio venne edificata alla fine dell'Ottocento per volere degli abitanti della zona dopo una "dispendiosissima lite" territoriale con i Contarini e venne benedetta de Licentia Episcopi nel 1886 da don Gennaro Gennari. L'oratorio di Sant'Antonio è formato da un vano chiuso ad oriente da un'abside che si trova vicino alla sacrestia. Ha due porte, una che guarda alla strada e una a mezzogiorno ed è illuminato da due finestre. Sopra l'unico altare si trova la statua in legno di Sant'Antonio di Padova, salvata il secolo scorso da una delle tante piene del fiume Brenta. La Pro Loco di Grantorto organizza ogni anno la sagra in onore del Santo che viene festeggiato il 13 giugno.
- Mulino

Edificio già presente a Grantorto nel 1456 come risulta da alcune documentazioni dell'epoca.
Appartiene alla classe dei mulini di tipo romano, cioè l'ingranaggio è capace di moltiplicare per quattro, sei o otto volte il numero dei giri compiuti dalla ruota. Le documentazioni dei secoli precedenti riportano sempre il numero di tre ruote, collegate ad altrettanti palmenti (coppie di macine). Le parti in ferro delle ruote hanno un diametro di cinque metri e risalgono agli inizi del Novecento, la parte in legno è stata recentemente restaurata. Oggigiorno si possono vedere ancora due delle tre ruote in movimento.
- Oratorio della Madonna delle Grazie

La storia dell'oratorio che viene ancora chiamato "el capiteo dea Madona dee Grassie" nasce nella primavera del 1901, quando a causa della forte grandine vennero completamente distrutte le messi e i vigneti. Così, come richiesta di protezione, venne iniziata la costruzione dell'oratorio. Nel 1910 e dopo la fine della prima guerra mondiale vennero eseguiti degli ampliamenti e nel 1920 venne dedicato alla Madonna della Grazia Divina.

## Società

### Evoluzione demografica
Abitanti censiti

## Cultura

### Eventi
- Festa della Befana, notte del 5 gennaio
- Carnevale
- Lavori di una volta, la prima domenica di giugno
- Sagra di S.Antonio, la seconda domenica di giugno
- Notte bianca, giugno
- Sagra del Carmine, la seconda domenica di luglio
- Lake jump, agosto
- Capodanno

## Geografia antropica
All'interno del paese è situato il borgo di Canfriolo, antico insediamento medievale di cui oggigiorno non resta traccia.

### Località
Canfriolo, Due Albere, Madonna delle Grazie, Rossignolo, Sega, Sant'Antonio.

## Economia
È un comune in forte espansione urbanistica con la presenza di importanti industrie tessili, del riciclo dei rifiuti e della lavorazione della plastica.

## Amministrazione

### Sindaci dal 1946
| Nominativo                                           | Nominativo                                        | Partito / Coalizione                              | Periodo                                           | Elezione                                          |
| Sindaci eletti dal Consiglio comunale (1946-1997)    | Sindaci eletti dal Consiglio comunale (1946-1997) | Sindaci eletti dal Consiglio comunale (1946-1997) | Sindaci eletti dal Consiglio comunale (1946-1997) | Sindaci eletti dal Consiglio comunale (1946-1997) |
| ---------------------------------------------------- | ------------------------------------------------- | ------------------------------------------------- | ------------------------------------------------- | ------------------------------------------------- |
|                                                      | Agostino Scudella                                 | Democrazia Cristiana                              | 1946-1957                                         | 1946                                              |
| 1951                                                 | Agostino Scudella                                 | Democrazia Cristiana                              | 1946-1957                                         |                                                   |
| 1956                                                 | Agostino Scudella                                 | Democrazia Cristiana                              | 1946-1957                                         |                                                   |
|                                                      | Ernesto Martini                                   | Democrazia Cristiana                              | 1957-1959                                         | (1956)                                            |
|                                                      | Francesco Trevisan                                | Democrazia Cristiana                              | 1959-1980                                         | (1956)                                            |
| 1960                                                 | Francesco Trevisan                                | Democrazia Cristiana                              | 1959-1980                                         |                                                   |
| 1964                                                 | Francesco Trevisan                                | Democrazia Cristiana                              | 1959-1980                                         |                                                   |
| 1970                                                 | Francesco Trevisan                                | Democrazia Cristiana                              | 1959-1980                                         |                                                   |
| 1975                                                 | Francesco Trevisan                                | Democrazia Cristiana                              | 1959-1980                                         |                                                   |
|                                                      | Luigi Franchetto                                  | Democrazia Cristiana                              | 1980-1982                                         | 1980                                              |
|                                                      | Vittoriano Mazzon                                 | Democrazia Cristiana                              | 1982-1990                                         | (1980)                                            |
| 1985                                                 | Vittoriano Mazzon                                 | Democrazia Cristiana                              | 1982-1990                                         |                                                   |
|                                                      | Michele Carpanese                                 | Democrazia Cristiana                              | 1990-1992                                         | 1990                                              |
|                                                      | Enrico Finocchiaro (Commiss. prefettizio)         | -                                                 | 1992                                              | -                                                 |
|                                                      | Vittoriano Mazzon                                 | Democrazia Cristiana                              | 1992-1995                                         | 1992                                              |
|                                                      | Giancarlo Bergamin                                | Democrazia Cristiana                              | 1995-1997                                         | (1992)                                            |
| Sindaci eletti direttamente dai cittadini (dal 1997) |                                                   |                                                   |                                                   |                                                   |
|                                                      | Renato Dalla Riva                                 | Centro-destra                                     | 1997-2006                                         | 1997                                              |
| 2001                                                 | Renato Dalla Riva                                 | Centro-destra                                     | 1997-2006                                         |                                                   |
|                                                      | Sergio Acqua                                      | Centro-destra                                     | 2006-2011                                         | 2006                                              |
|                                                      | Luciano Gavin                                     | Centro                                            | 2011-2021                                         | 2011                                              |
| 2016                                                 | Luciano Gavin                                     | Centro                                            | 2011-2021                                         |                                                   |
|                                                      | Fiorenzo Cappellari                               | Centro                                            | 2021-in carica                                    | 2021                                              |

### Gemellaggi
- Fagnano Olona
- Grottole

## Galleria d'immagini

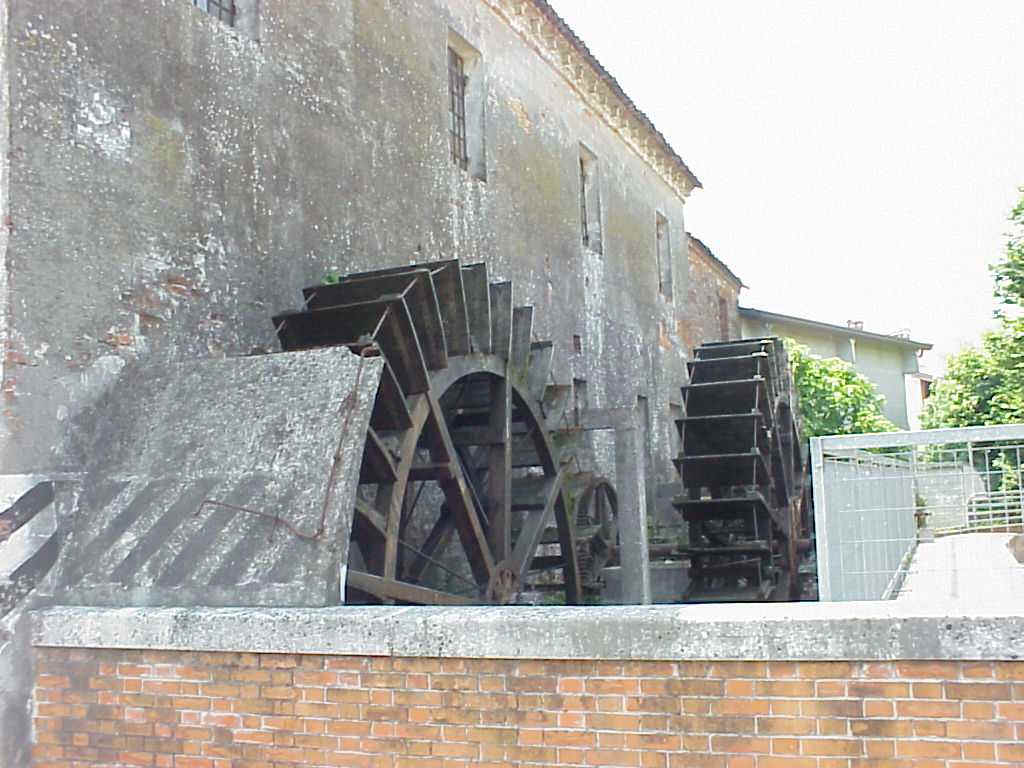
Vista del Mulino di Grantorto
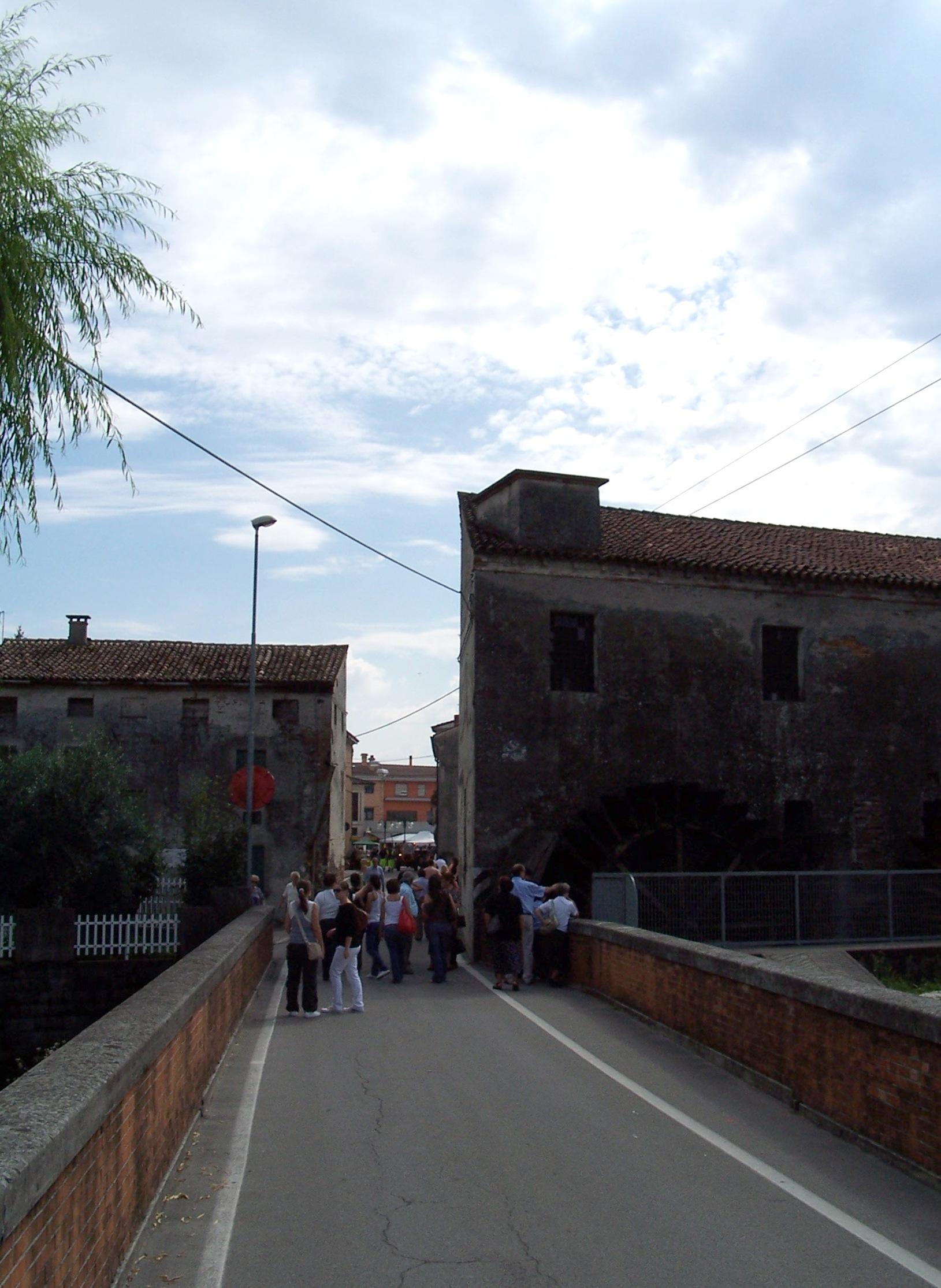
Scorcio di Grantorto
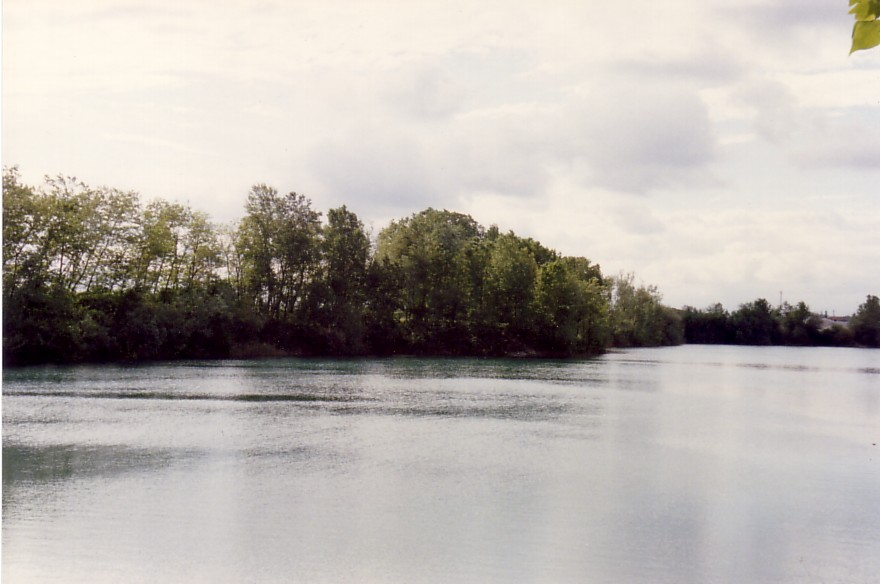
Tratto del Brenta a Grantorto
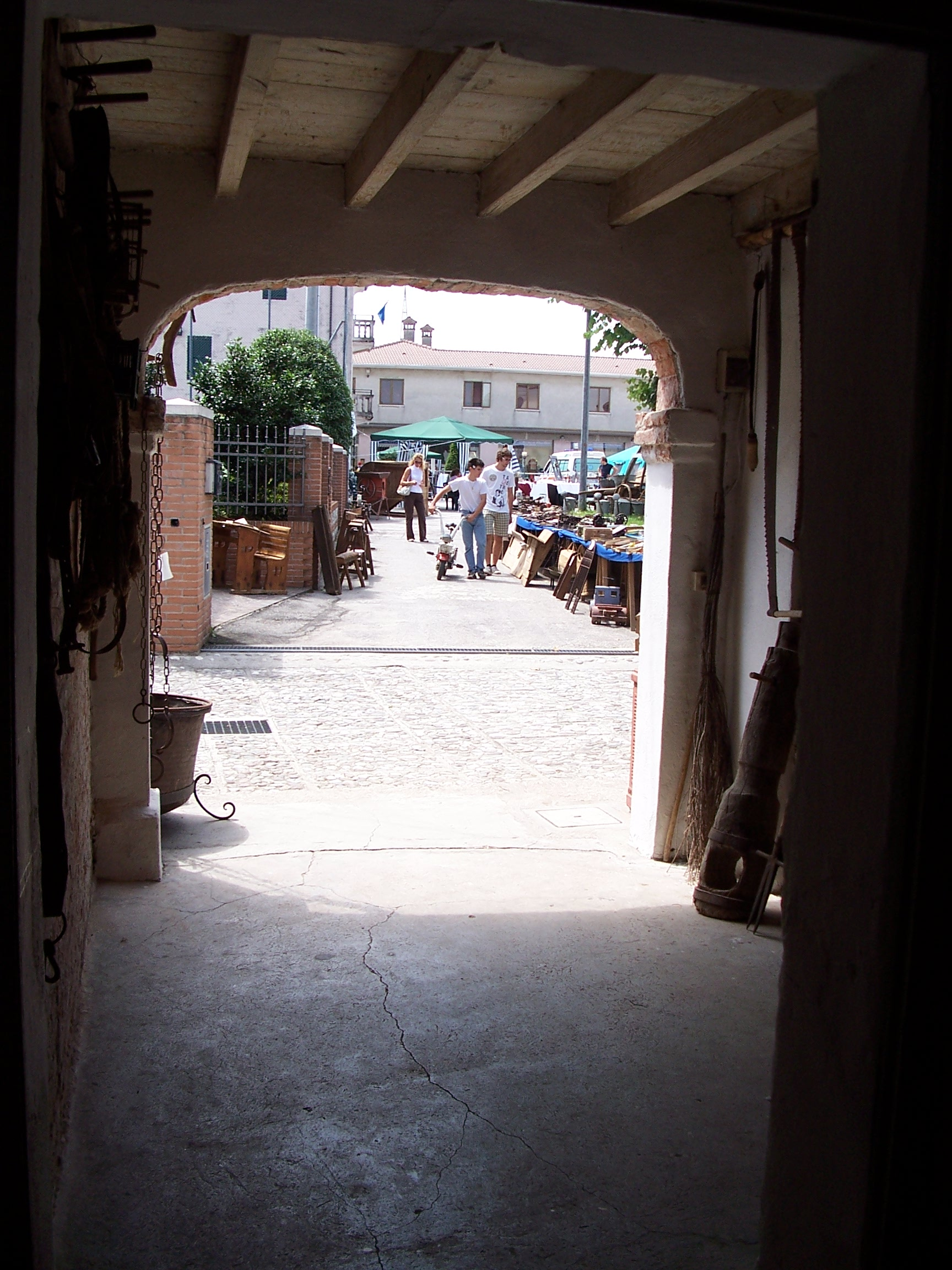
Portico